# 牧野虎次

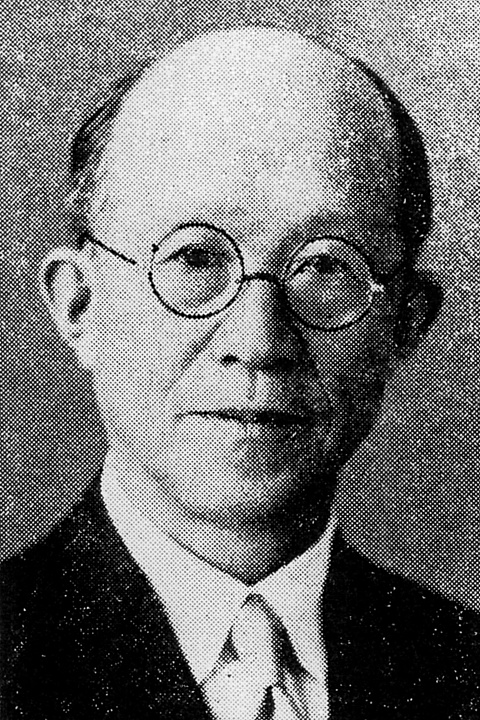
牧野虎次（1940年頃）

牧野 虎次（まきの とらじ、明治4年7月3日（1871年8月18日） - 昭和39年（1964年）2月1日）は、日本の牧師、社会事業家。新島襄の直弟子で同志社総長となった最後の人物である。
虎次の長男・操の夫人・弥生は政治家石破茂の母・和子の従姉に当たる。　

## 略年譜

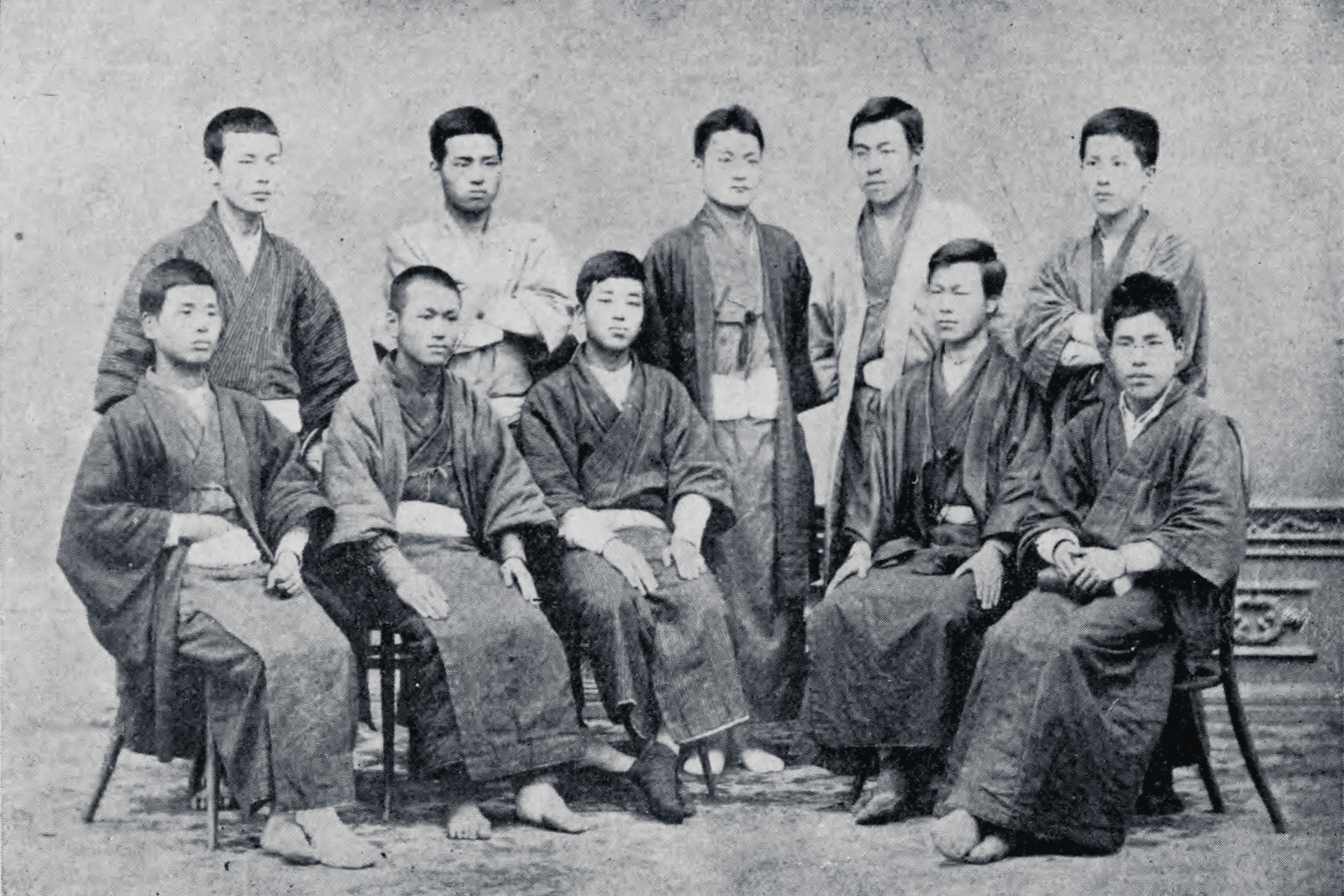
青年時代の牧野虎次（右奥）と山室軍平（左奥）

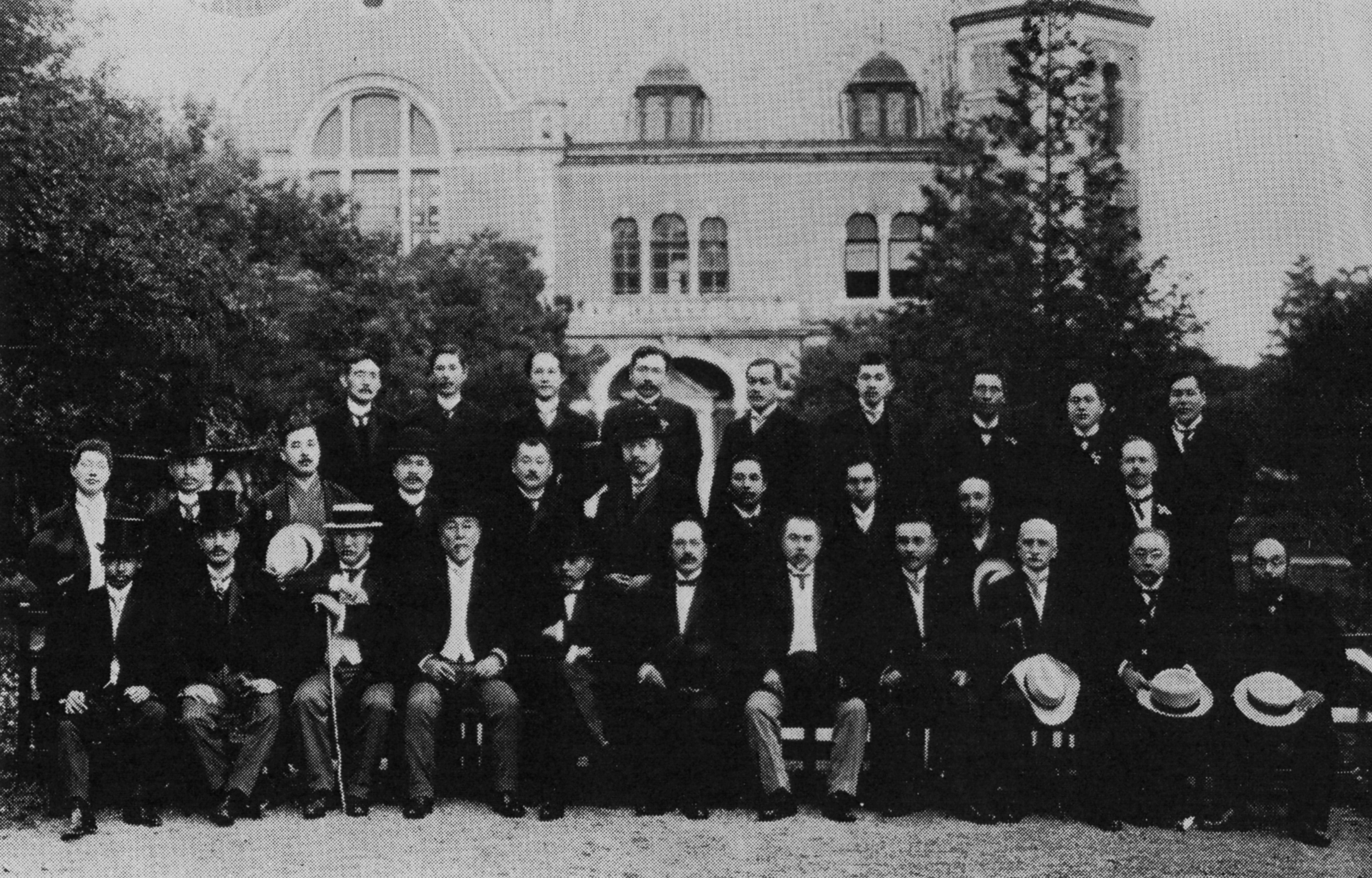
同志社大学開校記念撮影（1912年5月、後列左から3人目が牧野虎次）

- 1871年7月3日 - 近江国蒲生郡西大路村（出生11日後の廃藩置県実施により現滋賀県日野町）に牧野安良の二男として生まれた。
- 1885年 - 同志社英学校に入学。
- 1887年 - 金森通倫から受洗。
- 1890年 - 新島襄の葬儀で受付係を務める。
- 1895年 - 教誨師となる。
- 1902年5月 - エール大学神学科卒業、翌年日本組合基督教会京都教会牧師となる。
- 1909年5月 - 数回に亘り欧米各国の宗教界及び社会事業を視察。
- 1916年 - 日本組合基督教会本部総幹事となる。
- 1922年 - 満鉄社会課長となる。
- 1925年 - 大阪府社会課嘱託。
- 1933年5月 - 東京家庭学校校長。
- 1938年9月 - 同志社大学長。
- 1941年7月 - 同志社総長。

戦時下にあって「内剛、外柔低姿勢よく弾圧の嵐を乗り切」り、「同志社受難期をうまく脱した」と評された。
- 1947年12月 - 京都府社会福祉協議会会長。
- 1948年11月 - 京都府教育委員会委員長。
- 1954年11月3日 - 京都市名誉市民[4]。
- 1958年3月 - 同志社大学名誉文化博士。
- 1964年2月1日 - 死去。

## 栄典
- 1952年5月 - 藍綬褒章[4]
- 1964年2月 - 正五位勲三等瑞宝章[4]